# Thüringer Agentur für Fachkräftegewinnung

Logo der Thüringer Agentur für Fachkräftegewinnung

Die Thüringer Agentur für Fachkräftegewinnung  (ThAFF) ist ein  Projekt der Landesentwicklungsgesellschaft Thüringen mbH (LEG) mit Sitz in Erfurt. Sie wurde zum 1. April 2011 vom Thüringer Ministerium für Wirtschaft, Arbeit und Technologie gegründet mit dem Ziel, Fachkräfte auf Berufs- und Karrierechancen in Thüringen aufmerksam zu machen und dauerhaft im Land zu binden. Dazu betreibt sie Fachkräftemarketing für den Freistaat und strategische Netzwerkarbeit mit arbeitsmarktrelevanten Akteuren. Gefördert wird die ThAFF aus Mitteln des Europäischen Sozialfonds.

## Aufgaben
Die Arbeit der ThAFF dient dazu, die Fachkräftesicherung für Thüringer Unternehmen zu unterstützen. Hauptaufgabe ist „das Marketing für den Ausbildungs-, Studien- und Beschäftigungsstandort Thüringen“. Zielgruppen bilden Schüler, Studenten, Absolventen, Soldaten auf Zeit, Pendler sowie potenzielle Zuwanderer und Rückkehrer.
Um Unternehmen und Fachkräfte miteinander in Kontakt zu bringen, betreibt die ThAFF beispielsweise eine Stellen- und Bewerberbörse im Internet, führt Job-Speed-Datings durch und richtet jährlich die Unternehmenskontaktmesse „academix Thüringen“ aus.
Das Aufgabenfeld der strategischen Netzwerkarbeit beinhaltet die Kooperation mit Akteuren, wie den Thüringer Hochschulen, den verschiedenen Kammern oder der Bundesagentur für Arbeit. Durch gemeinsame Aktionen und Veranstaltungen sollen Thüringer Unternehmen für fachkräftespezifische Fragen sensibilisiert und qualifiziert werden.